# Micranthocereus purpureus
Micranthocereus purpureus là một loài thực vật có hoa trong họ Cactaceae. Loài này được (Gürke) F. Ritter mô tả khoa học đầu tiên năm 1968.

## Hình ảnh

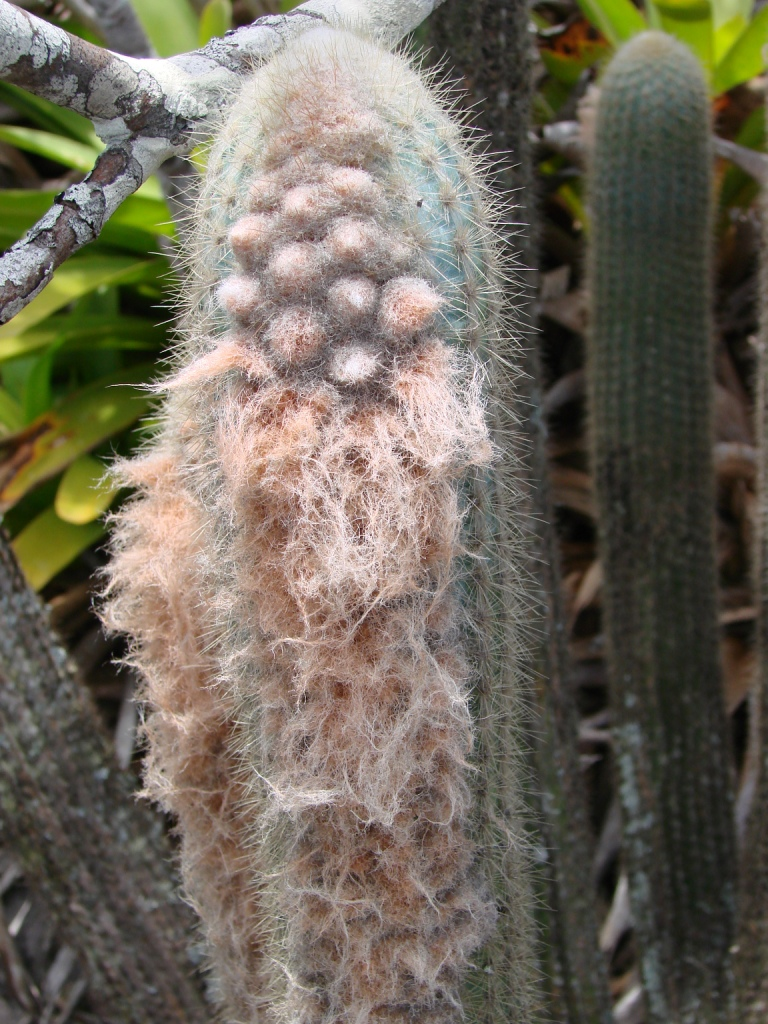
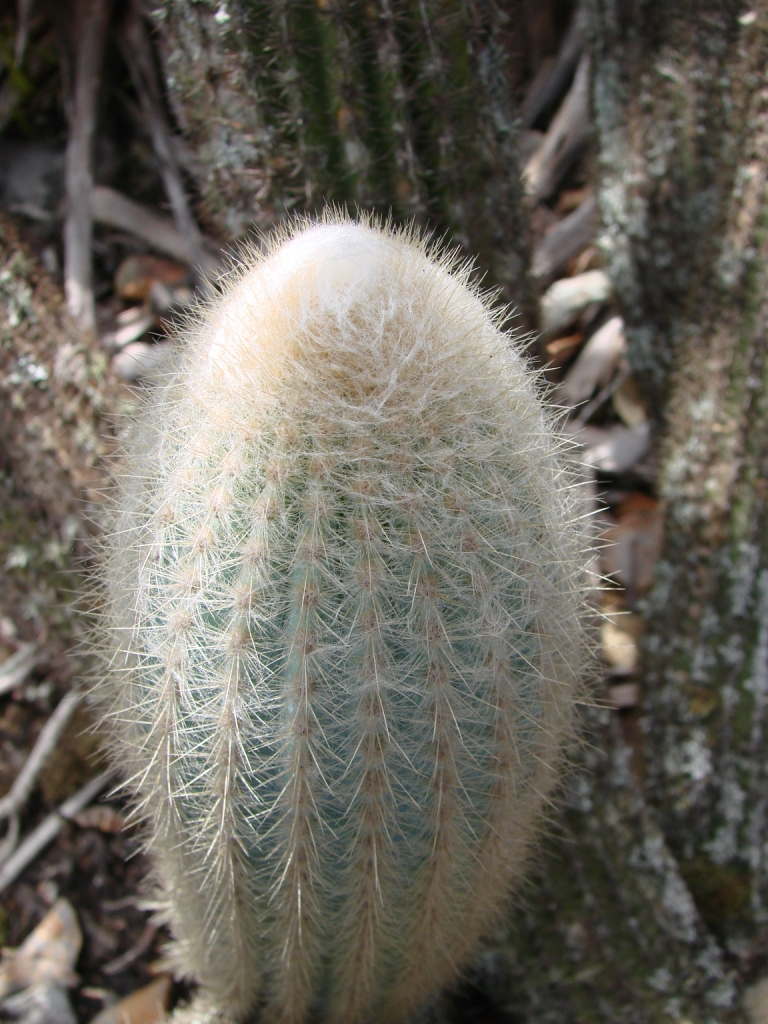